# Алаколь (Жетысуская область)
Алаколь (каз. Алакөл) — село в Алакольском районе Жетысуской области Казахстана. Входит в состав Камыскалинского сельского округа. Находится на территории Алакольского заповедника на берегу озера Кошкарколь. Код КАТО — 193463200.

## Население
В 1999 году население села составляло 97 человек (48 мужчин и 49 женщин). По данным переписи 2009 года в селе проживали 52 человека (50 мужчин и 2 женщины).